# État de conservation favorable pour le loup en Europe

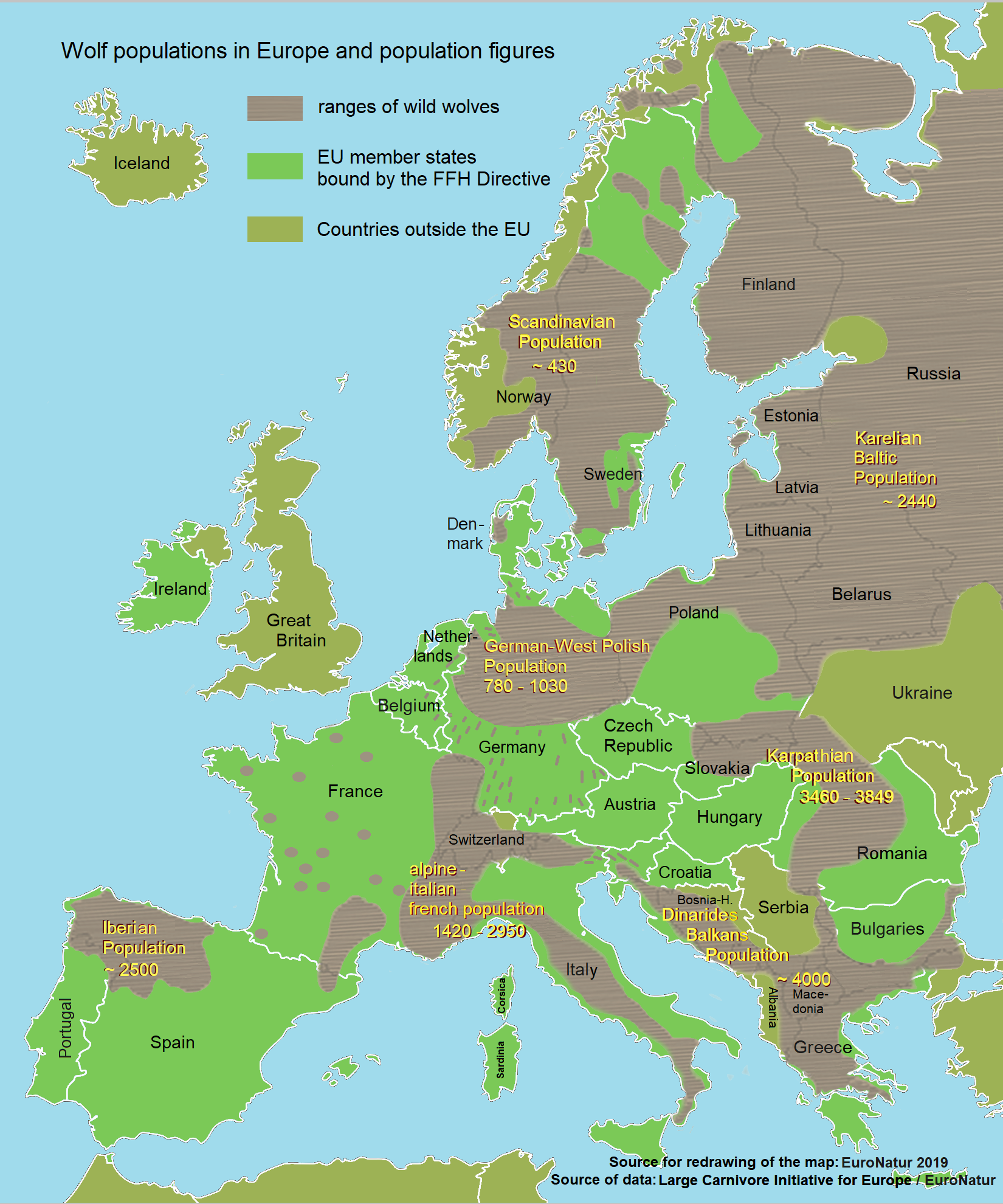
Les populations de loups en Europe sans les nouvelles aires de répartition en France.

L’état de conservation favorable pour le loup en Europe est défini comme étant une population de loups qui n'est plus menacée d'extinction, qui est capable de survivre à long terme. Il s'agit de la population minimale viable dans les habitats très étendus des loups, qui peut être composée d'un nombre différent de loups selon leur connectivité avec les populations voisines. En Europe l’« état de conservation favorable » est définie généralement par la Directive 92/43/CEE du Conseil, du 21 mai 1992, concernant la conservation des habitats naturels ainsi que de la faune et de la flore sauvages et en particulier pour ces prédateurs par les Guidelines for Population Level Management Plans for Large Carnivores (lignes directrices pour les plans de gestion des populations de grands carnivores) de la Large Carnivore Initiative for Europe.

## Développement
Avant l'entrée en vigueur de la Convention de Berne de 1979 en 1982, les loups ont été réduits à des populations reliques dans leurs zones de distribution autrefois étendues, afin de mettre fin aux dommages causés par la prédation sur le bétail. Les populations en Europe se sont rétablies au cours des quatre décennies de protection stricte et sont en grande partie dans un état de conservation favorable. Le comportement instinctif des jeunes loups adultes, avec leur énorme potentiel de migration sur de longues distances, favorise à la fois son expansion rapide et la connectivité génétique des différentes populations Grâce à la télémétrie par satellite, il a été mesuré que certains loups parcourent plus de 1 000 kilomètres en quelques mois. Ils peuvent coloniser de nouvelles zones relativement rapidement,. Les analyses génétiques des populations réalisées par Maris Hindrikson et al. ont montré une portée de 650 à 850 km en utilisant l'autocorrélation spatiale basée sur trois caractéristiques de la diversité génétique. Cela suggère que la diversité génétique d'une population de loups peut être influencée par des populations situées jusqu'à 850 km de distance. Cela a également été prouvé par des études de télémétrie. "Dans les véritables zones sauvages de la région des loups, la taille du territoire d'une meute de loups peut atteindre 1 000 km2 et l'échange de gènes fonctionne." Comme les populations de loups en Eurasie sont en échange régulier depuis la reconstitution des stocks en Europe centrale en raison de leur comportement migratoire, on peut parler d'une métapopulation. Cela signifie que même si une partie de la population est éteinte, les animaux d'autres sous-populations continueront à migrer, à remplacer ceux qui ont disparu et à se reproduire avec succès.

## Définition
Pour l'état de conservation d'une population animale, le nombre d'individus et le flux génétique entre les populations sont tous deux importants pour que la population soit viable. Luigi Boitani signifie un nombre d'individus dans une zone de taille minimale qui fournit des ressources suffisantes pour les animaux afin que la population ne soit pas menacée d'extinction,.

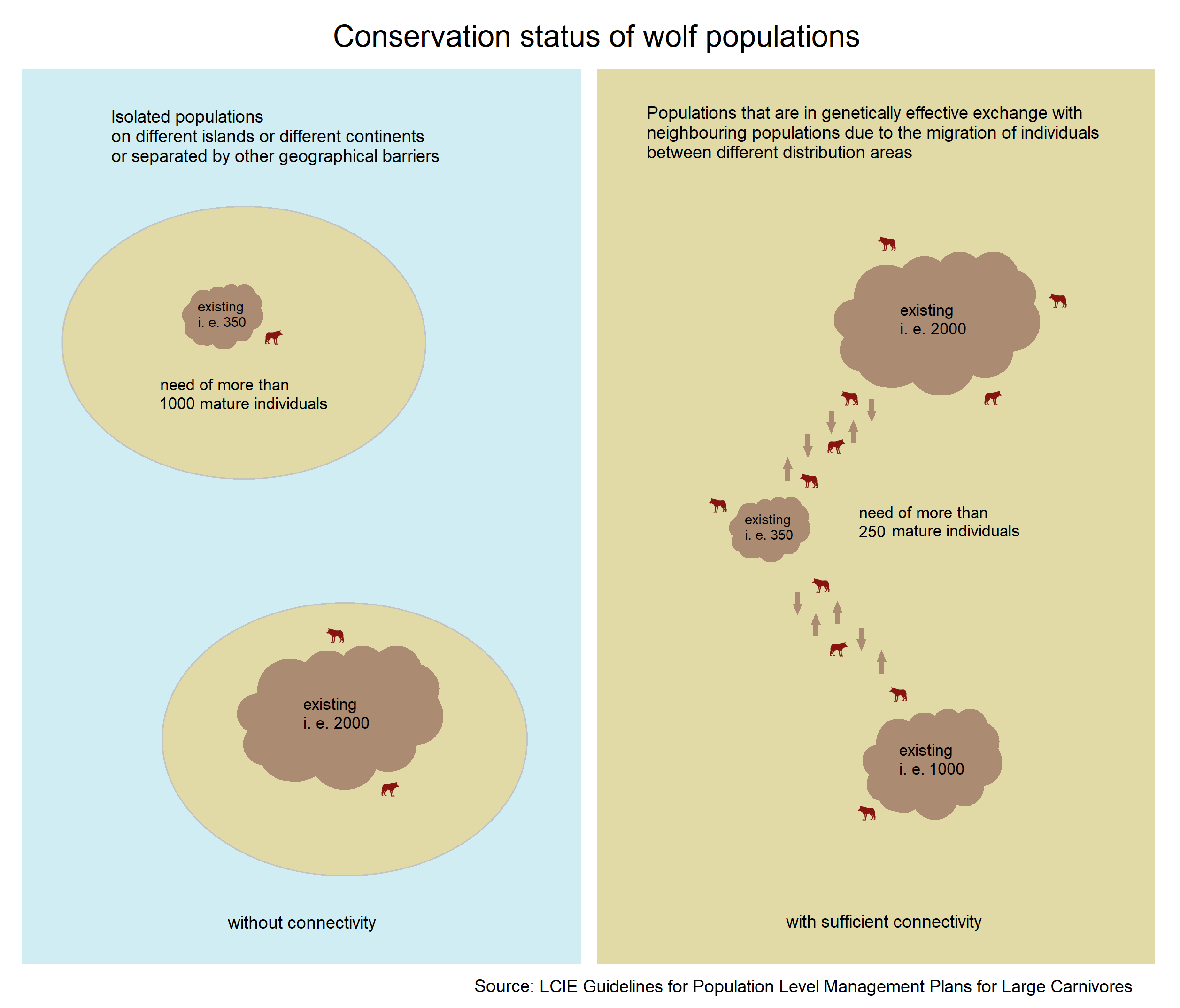
Définition de l'état de conservation favorable pour les loups

Selon une directive de l'UICN pour des espèces animales non spécifiées, il faut au moins 1 000 individus matures dans une population isolée pour assurer sa survie et éviter un dépression endogamique. La connectivité avec les populations voisines a pour effet qu'il faut beaucoup moins d'individus pour éviter une dépression de la consanguinité. Selon les Lignes directrices pour les plans de management des grands carnivores au niveau des populations de l'Initiative des grands carnivores pour l'Europe, une population de plus de 250 loups adultes peut suffire pour être classée comme « préoccupation mineure » si la population de loups en question a une connectivité avec d'autres de telle sorte que les immigrants ont des effets génétiques et démographiques.

« Pour les classifications basées sur le critère D, le déclassement approprié impliquerait que si une population a une connectivité suffisante pour permettre à un nombre suffisant d'immigrants d'avoir un impact démographique, il suffirait en principe qu'il y ait plus de 250 individus matures dans la population pour qu'elle soit placée dans la catégorie « préoccupation mineure »,,,,,. »

— Guidelines for Population Level Management Plans for Large Carnivores, page 19.
"Étant donné que l'objet de toute planification de la conservation devrait être l'unité biologique entière, c'est-à-dire la population, les lignes directrices recommandent une évaluation au niveau de la population".
Ilka Reinhardt et Gesa Kluth écrivent dans le BfN Script 201 du Bundesamt für Naturschutz pour une population indépendante: "Si l'on suppose que la conservation de 95% de la variation génétique... est prise comme valeur cible, cela signifie qu'au moins 100 meutes de loups reproducteurs correspondent à un état de conservation favorable". Par exemple, la population germano-polonaise, en tant que sous-population de la population balte, avec la population actuelle en Pologne à l'ouest de la Vistule d'au moins 95 meutes avec cinq meutes appartenant à la même sous-population en Allemagne, serait déjà dans un état de conservation favorable, même sans l'échange existant avec la population balte et les autres populations voisines.
Au cours de l'année de surveillance 2020/21, un total de 157 meutes de loups a été enregistré en Allemagne.
La surveillance des loups permet de déterminer dans quelle mesure l'échange génétique entre les différentes populations ou sous-populations de loups a lieu à nouveau,.

## Observations
Ainsi, aujourd'hui, l'immigration de loups de Pologne vers l'Allemagne mais aussi la migration de retour vers l'est sont fréquentes. Les loups des Carpates migrent vers la population germano-polonaise,. En Bavière, on a enregistré huit cas de migration de loups de la population alpine entre 2009 et 2020. Dans le Bade-Wurtemberg, cinq loups des populations alpines et italiennes ont été recensés entre 2015 et 2020,. En septembre 2020, un loup (GW 1832 m) des Alpes est arrivé dans le District de Neckar Odenwald. Des loups de la population des Dinarides-Balkans ont également migré jusqu'à la région alpine allemande,,. Au début de l'été 2020, un loup mâle (GW 1706 m) de la population dinarique a été détecté à Traunstein. En France, les loups sont principalement originaires d'Italie, de la région alpine à l'est des Alpes françaises et d'Europe centrale. Depuis 2020, des meutes de loups reproducteurs ont également été enregistrées dans le nord, le nord-ouest et le sud-ouest de la France.

## Règlements de l'UE

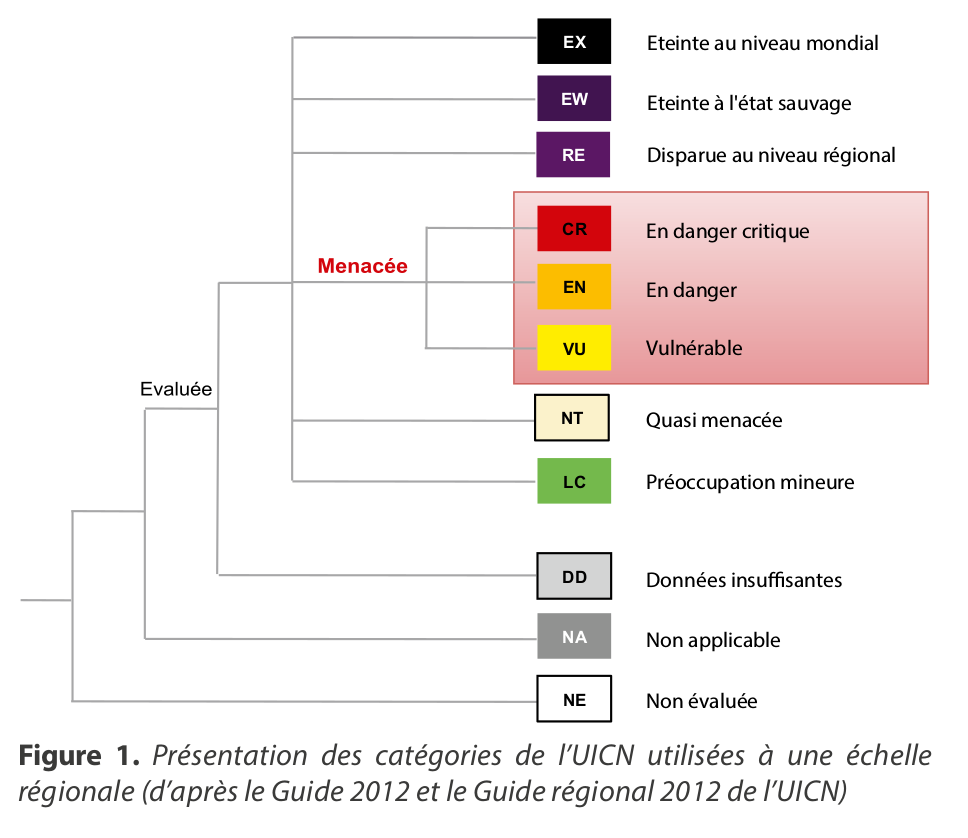
Catégories UICN niveau régional fr 2018.png

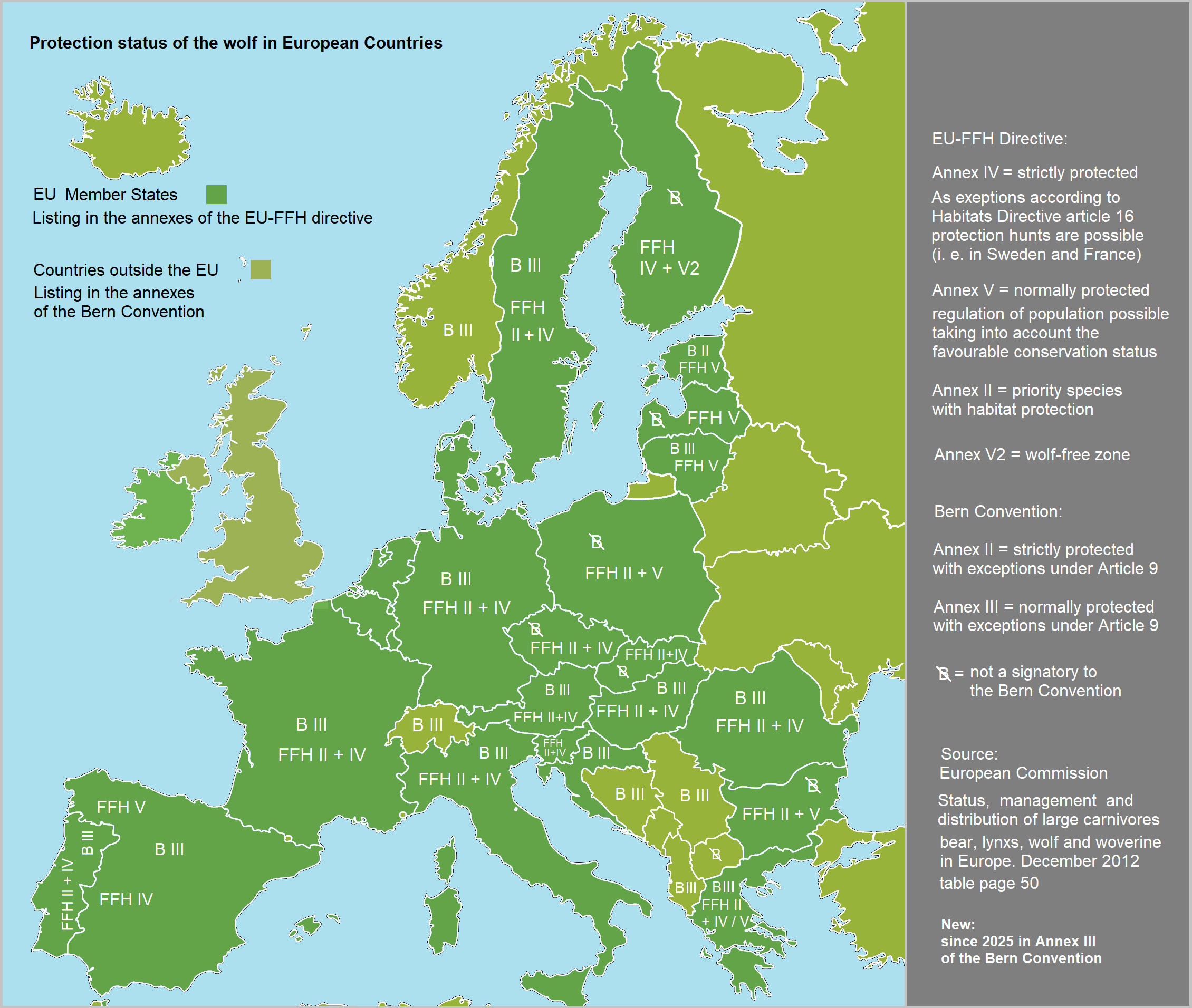

Les États membres de l'UE surveillent l'état de conservation des habitats naturels avec leurs espèces prioritaires et mettent en place un système de surveillance pour enregistrer la liste des espèces animales figurant aux annexes II, IV et V ainsi que les abattages illégaux et exceptionnellement légaux. Les registres de surveillance des loups servent de retour d'information à l'UICN, où les entrées dans la Liste rouge sont faites dans les catégories appropriées, et à la Commission européenne (Natura 2000),. Les États membres de l'UE sont obligés de transmettre les données actuelles à la Commission européenne afin que celle-ci puisse adapter en conséquence l'état de protection dans la Directive Habitats. Un transfert correspondant de la liste des espèces strictement protégées de l'annexe IV de la directive "Habitats" à la liste des espèces protégées de l'annexe V nécessite une coordination au niveau fédéral avec les pays voisins et requiert l'approbation de la Commission européenne. (Voir aussi: Loup - Protection en Europe)
L'obligation de transmettre les données "actuelles" découle de l'article 16.1.c de la directive "Habitats": "dans l'intérêt de la santé et de la sécurité publiques, ou pour d'autres raisons impératives d'intérêt public majeur, y compris de nature sociale ou économique, et pour des motifs qui comporteraient des conséquences bénéfiques primordiales pour l'environnement."